# Голодание Ангуса Барбьери
Ангус Барбьери (1939 — 7 сентября 1990) голодал 382 дня, с июня 1965 года по июль 1966 года. Он питался чаем, кофе, газированной водой и витаминами, живя дома в Тайпорте, Шотландия, и часто посещая больницу Мэрифилд для медицинской оценки. Он похудел на 276 фунтов (125 кг) и установил рекорд по продолжительности голодания.

## Голодание
В 1965 году 27-летний Барбьери из Тайпорта, Шотландия, записался в госпиталь Мэрифилд в Данди. Планировалось только короткое голодание, но Барбьери хотел продолжать, потому что «он так хорошо адаптировался и стремился достичь своего „идеального“ веса». В течение 382 дней, закончившихся 11 июля 1966 года, он употреблял только витамины, электролиты, неопределенное количество дрожжей (источник всех незаменимых аминокислот) и напитки с нулевой калорийностью, такие как чай, кофе и газированной воды, хотя иногда он употреблял небольшое количество молока или сахара с напитками, особенно в последние недели голодания. Он бросил работу в кафе своего отца, где подавали фиш энд чипс, который закрылся во время поста. Начальный вес Барбьери был зафиксирован на уровне 456 фунтов (207 кг), и он прекратил голодание, когда достиг своего целевого веса в 180 фунтов (82 кг).